# Jidiš Wikipedie
Jidiš Wikipedie je jazyková verze Wikipedie v jidiš. Byla založena 3. března 2004 a první článek byl napsán 28. listopadu téhož roku. V říjnu 2024 obsahovala přes 15 450 článků a podle jejich počtu byla 142. z více než 300 existujících jazykových verzí Wikipedie. Přihlášeno bylo přes 54 000 uživatelů a 42 z nich bylo aktivních.